# Uno (Muse)
Uno è un singolo del gruppo musicale britannico Muse, pubblicato il 14 giugno 1999 come primo estratto dal primo album in studio Showbiz.

## Descrizione
Una prima registrazione del brano fu pubblicata nel secondo EP pubblicato dal gruppo, Muscle Museum EP (1999).

## Video musicale
Per Uno sono stati girati tre video: il primo (definito imbarazzante dagli stessi Muse) è stato girato al Tower Bridge e mostra i membri del gruppo in mezzo a una massa di persone. Il secondo videoclip, invece, è stato diretto da Wolf Gresenz e da Bernard Wedig e mostra il gruppo eseguire il brano all'interno di una stanza mentre una donna inizia a girare per i corridoi nel vano tentativo di trovarli. Infine, il terzo video mostra il gruppo mentre esegue il brano dal vivo.

## Tracce
Testi e musiche di Matthew Bellamy.
CD singolo (Australia)
1. Uno – 3:02
2. Jimmy Kane – 3:29
3. Forced In – 5:11
4. Agitated – 2:22

CD singolo (Francia, Regno Unito)
1. Uno – 3:40
2. Jimmy Kane – 3:28
3. Forced In – 4:17

CD singolo (Germania)
1. Uno (Radio Edit) – 3:03
2. Pink Ego Box – 3:33
3. Do We Need This? – 4:17
4. Uno (Album Version) – 3:38
5. Muscle Museum (Video) – 3:50

7" (Regno Unito)
- Lato A

1. Uno (Alternative Version) – 3:45

- Lato B

1. Agitated – 2:23

Download digitale
1. Uno – 3:38
2. Uno (Alternative Version) – 3:43
3. Jimmy Kane – 3:27
4. Forced In – 4:17
5. Agitated – 2:22

## Formazione
Hanno partecipato alle registrazioni, secondo le note di copertina di Showbiz:
Gruppo
- Dominic Howard – batteria, percussioni
- Matthew Bellamy – voce, chitarra
- Chris Wolstenholme – basso

Altri musicisti
- Paul Reeve – cori

Produzione
- Paul Reeve – produzione, registrazione, missaggio
- Muse – produzione
- John Leckie – registrazione, missaggio
- Safta Jaffrey – produzione esecutiva
- Dennis Smith – produzione esecutiva
- Mark Thomas – assistenza tecnica

## Classifiche
| Classifica (1999) | Posizione massima |
| ----------------- | ----------------- |
| Regno Unito       | 73                |